# Seiko Matsuda COUNT DOWN LIVE PARTY 2009-2010
『Seiko Matsuda COUNT DOWN LIVE PARTY 2009-2010』（セイコ・マツダ・カウント・ダウン・ライヴ・パーティー・2009-2010）は、松田聖子のライブ・ビデオ。2010年3月31日発売。発売元はユニバーサルシグマ。

## 解説
2009年12月31日から2010年1月1日にかけて東京体育館にて行われたカウントダウン・ライヴを収録したDVD。神田沙也加がゲスト出演。
初回限定盤と通常盤の2形態で発売。

## 収録曲
1. OPENING
2. チェリーブラッサム
3. 青い珊瑚礁
4. 風は秋色
5. Rock'n Rouge
6. 流星ナイト
7. 風立ちぬ
8. マイアミ午前5時
9. 渚のバルコニー
10. 瞳はダイアモンド
11. 時間旅行
12. セイシェルの夕陽
13. あなたに逢いたくて〜Missing You〜
14. Kimono Beat
15. 赤いスイートピー
16. ever since /神田沙也加
17. 上弦の月 /神田沙也加
18. 時間の国のアリス
19. 裸足の季節
20. 硝子のプリズム
21. Eighteen
22. 天使のウィンク
23. 夏の扉
24. SQUALL
25. 20th Party
26. 涙がただこぼれるだけ
27. ENDING

## 参照
1. ↑  “Seiko Matsuda COUNT DOWN LIVE PARTY 2009-2010”.   ORICON NEWS. 2019年9月10日閲覧。
2. ↑  “松田聖子/Seiko Matsuda COUNT DOWN LIVE PARTY 2009-2010＜初回限定盤＞”. tower.jp. 2022年10月14日閲覧。
3. ↑  “松田聖子/Seiko Matsuda COUNT DOWN LIVE PARTY 2009-2010＜通常盤＞”. tower.jp. 2022年10月14日閲覧。